# Boig per tu
Boig per tu (em português, Louco por ti) é uma canção da banda de rock catalão Sau. É a oitava faixa de seu álbum de 1990 Quina Nit e se lançou como o terceiro single no mesmo em junho do ano dito. Foi composta por Pep Sala e escrita pelos três membros do grupo — Pep Sala, Carles Sabater e Joan Capdevila. A música, além de ter várias versões, se transformou no sucesso mais popular do grupo e num dos temas mais conhecidos da música em catalão.

## Descrição
A letra da música é uma declaração de amor à lua. Em 2010, durante uma entrevista para o programa No me les puc treure del cap (Não posso tirá-las da cabeça) da TV3, Pep Sala revelou que a estrofe «Quan no hi siguis al matí / les llàgrimes es perdran / entre la pluja / que caurà avui» («Quando não estiveres pela manhã / as lágrimas se perderão / entre a chuva / que cairá hoje») é uma homenagem a sua esposa, que morreu de um problema de saúde.

## Versões

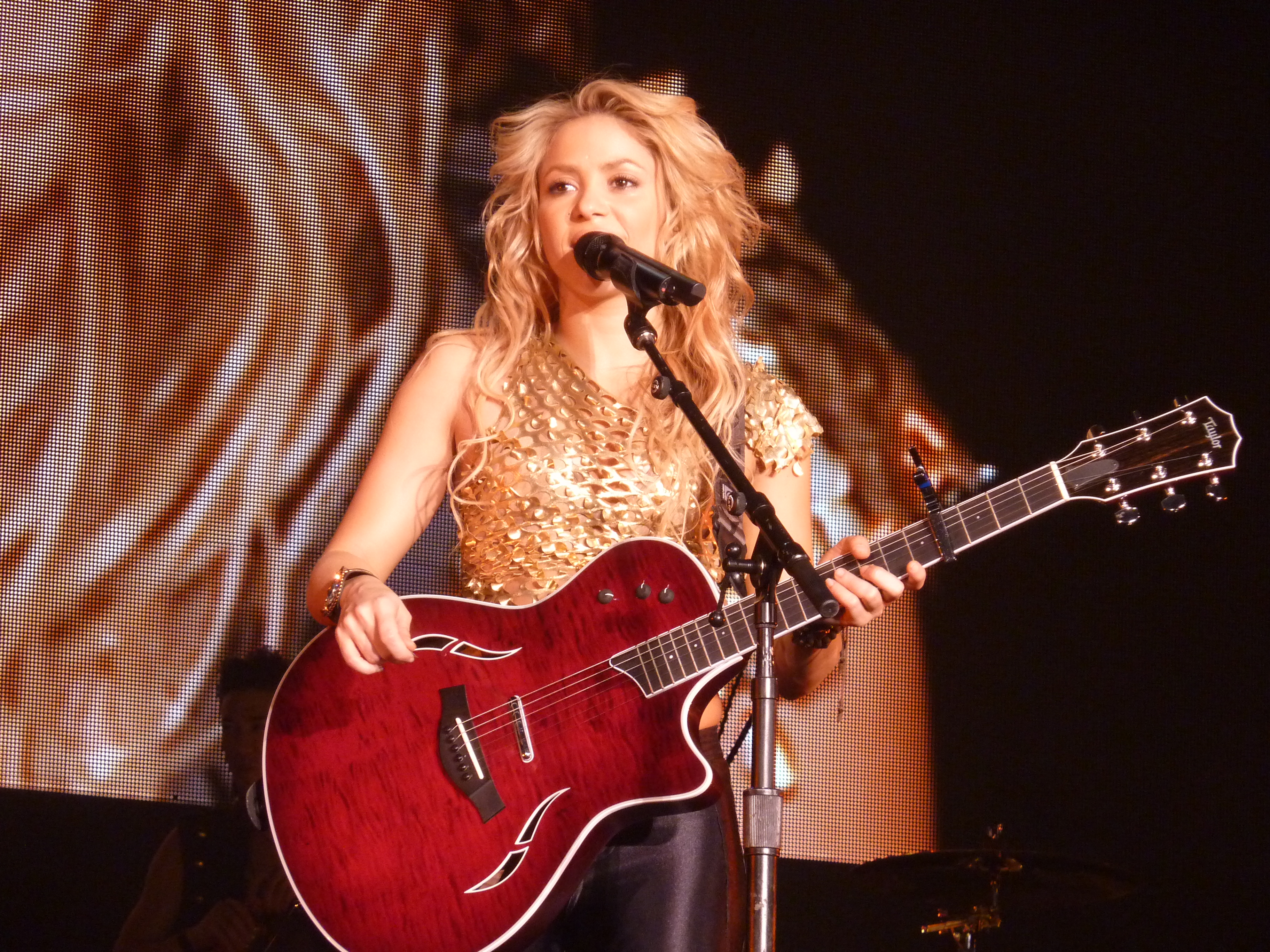
A colombiana Shakira adaptou a música em seu álbum "Shakira".

Boig per tu foi gravada várias vezes por grupos e intérpretes como o tenor José Carreras ou Dyango. Uma das versões mais conhecidas pelo público espanhol é a da cantora galega Luz Casal em seu disco A contraluz. Assim mesmo, a versão mais internacional poderia ser a feita pela cantora colombiana Shakira, que gravou em catalão e em espanhol, e que incluiu em seu álbum homônimo Shakira, lançado em 2014, ganhando o primeiro lugar nas listas musicais da Espanha.
- Es por ti - Luz Casal
- El Pare - Dyango
- T'estim i t'estimaré - José Carreras
- Una nit amb orquestra - Pep Sala
- Be with you (sample of Boig per tu) - Jack Lucien
- Boig per tu - Chocolat
- Boig per tu - Shakira
- Loca por ti - Shakira

## Legado
A canção apareceu no final do sétimo capítulo da primeira temporada da série Pulseras rojas («Pulseiras vermelhas»), transmitida pela Televisão da Catalunha e pela Antena 3.